# 克拉德尼陨石坑
克拉德尼陨石坑（Chladni）是位于月球正面中央湾西北的一座小撞击坑，其名称取自曾在1794年发表了第一本有关陨石之书的德国物理学家及音乐家恩斯特·克拉德尼（1756年-1827年）.，1935年被国际天文联合会批准接受。

## 描述
该陨坑位于特里斯纳凯尔陨石坑的西侧，北面是乌克特陨石坑、西北坐落着麦奇生环形山和帕拉斯陨石坑。该陨坑中心月面坐标为4°00′N 1°06′E / 4.0°N 1.1°E，直径13.07公里，深度2.121公里。
该陨坑的边缘大致呈圆形，明显未受侵蚀的陨坑，较小的坑底位于陨坑中心，环绕的侧壁高出周边月表490米。该陨坑的反照率明显高于周围环境，一道低矮的山脊将它与西北的麦奇生环形山连接在一起。